# Initiative populaire « contre le bruit des avions de combat à réaction dans les zones touristiques »
L'initiative populaire « contre le bruit des avions de combat à réaction dans les zones touristiques » est une initiative populaire suisse, rejetée par le peuple et les cantons le 24 février 2008.

## Contenu
L'initiative propose d'ajouter un article 74a à la Constitution fédérale pour interdire les exercices militaires engageant des avions de combat « dans les zones de détente touristiques ».
Le texte complet de l'initiative peut être consulté sur le site de la Chancellerie fédérale.

## Déroulement

### Contexte historique
En application de la loi sur l'armée et l'administration militaire, la Suisse doit assurer sa défense aérienne et ceci au moyen de 33 F/A-18 Hornet et de 54 F-5E Tiger II qui sont basés sur les aérodromes des Forces aériennes de Meiringen (de), Payerne et Aéroport de Sion qui sont soumis aux prescriptions de la lutte contre le bruit de la loi sur la protection de l'environnement et de l'ordonnance sur la protection contre le bruit.
Malgré les mesures prises, de nombreuses plaintes sont déposées à propos du bruit lié au décollage des F/A-18 et en particulier à l'aérodrome de Meiringen (en) pour protéger le Grand hôtel Giessbach situé près de Brienz. Les membres de la fondation Helvetia Nostra, filiale de la fondation Franz Weber, déposent cette proposition en dénonçant les nuisances tant environnementales que sonores que ces avions imposent aux populations locales ainsi qu'aux touristes et demande « une réduction du nombre des vols d’entraînement, leur meilleure répartition et un stationnement plus adéquat ».

### Récolte des signatures et dépôt de l'initiative
La récolte des 100 000 signatures nécessaires a débuté le 4 mai 2004. Le 3 novembre de l'année suivante, l'initiative a été déposée à la chancellerie fédérale qui l'a déclarée valide le 17 novembre.

### Discussions et recommandations des autorités
Le parlement et par le Conseil fédéral ont recommandé le rejet de cette initiative. Dans son messages aux Chambres fédérales, le Conseil fédéral rappelle que la délimitation des zones touristiques relève des compétences d'aménagement du territoire qui sont sous la responsabilité des cantons et non de la Confédération. Il relève également que les Alpes, territoire principalement utilisé comme zone d'entraînement par les avions de combat, sont largement considérées comme zones touristiques et, donc, que l'application de cette initiative entraînerait une importante diminution des possibilités de vols d'exercice. Le gouvernement en conclut que « la Suisse ne pourrait plus garantir la protection de son espace aérien, ce qui remettrait en cause sa souveraineté et sa neutralité ».
Les recommandations de vote des partis politiques sont les suivantes : 
| Parti politique              | Recommandation |
| ---------------------------- | -------------- |
| Parti chrétien-social        | non            |
| Parti démocrate-chrétien     | non            |
| Parti évangélique            | non            |
| Parti libéral                | non            |
| Parti radical-démocratique   | non            |
| Parti socialiste             | oui            |
| Parti suisse du travail      | oui            |
| Union démocratique du centre | non            |
| Union démocratique fédérale  | non            |
| Les Verts                    | oui            |

### Votation
Soumise à la votation le 24 février 2008, l'initiative est refusée par la totalité des 20 6/2 cantons et par 68,1 % des suffrages exprimés. Le tableau ci-dessous détaille les résultats par cantons :